# Doorstralen
Het doorstralen van voedsel met gammastraling of röntgenstraling zorgt ervoor dat micro-organismen, bacteriën, virussen en insecten worden gedood, zodat het voedsel (veel) langer houdbaar is. Doorstralen wordt ook gebruikt om het ontkiemen van groenten te vertragen, veroudering te vertragen of de sapopbrengst te verhogen.
Ook andere zaken worden doorstraald, bijvoorbeeld om medische hulpmiddelen te steriliseren, om kunststoffen chemisch te veranderen en om krimpfolies te laten krimpen.
Het belangrijkste effect van het doorstralen van eten is de schade die toegebracht wordt aan het DNA. Hierdoor kunnen micro-organismen niet langer delen en worden ze sterk geremd in hun schadelijke activiteiten. Insecten sterven, of kunnen zich niet meer voortplanten. Planten worden geremd in hun gebruikelijke rijpings- en verouderingsprocessen.
Deze effecten kunnen plaatsvinden, doordat de gebruikte straling zeer energierijk is. Hierdoor is deze straling enerzijds bijzonder bruikbaar, maar moet men er ook zeer voorzichtig mee om gaan. Hoewel er van de straling niets achterblijft in het product, zijn sommige consumenten huiverig voor doorstraald voedsel.

## Toepassing
Het doorstralen van voedsel is op het moment toegestaan in meer dan 40 landen. Wereldwijd wordt meer dan 500.000 ton voedsel per jaar doorstraald.
Doorstralen wordt toegepast als andere, eenvoudigere, manieren van conserveren niet toe te passen zijn. Zo worden kruiden doorstraald, omdat methodes als pasteuriseren of steriliseren respectievelijk niet effectief genoeg zijn en smaakverandering geven.

## Dosering
De dosering van de straling wordt uitgedrukt in gray. Eén gray (Gy) staat voor de absorptie van één joule stralingsenergie door materie met een massa van één kilogram. In de dagelijkse gang van zaken worden doses aangegeven in kGy (kilogray, 1000 Gy).
De dosis wordt aangepast aan de uitgangscontaminatie en de gewenste 'sterielheid'. Afhankelijk van de dosis wordt een deel of alle micro-organismen gedood. Dit verlengt natuurlijk alleen de houdbaarheid van producten waarbij de micro-organismen ervoor zorgen dat een product bederft.
De dosis wordt gemeten door speciale dosimeters aan het te bestralen pakket te bevestigen. Deze dosimeters veranderen op een bekende en goed meetbare wijze tijdens de bestraling. Aan de hand van de veranderingen aan de dosimeters, kan men aflezen hoeveel straling het pakket geabsorbeerd heeft.

## Wetgeving
Verschillende landen hebben regelgeving over het doorstralen van voedsel: sommige landen stellen grenzen aan de dosering, sommigen aan het type voedsel dat doorstraald mag worden.